# Campeonato Cearense de Futebol Feminino de 2014
O Campeonato Cearense de Futebol Feminino de 2014 foi a 8ª edição do torneio e contou com 4 times.

## 1ª Fase - Grupo Único[1]
| Pos | Clube      | PG | JG | Vit | Emp | Der | GP | GC | SG  | Apr. % |
| 1   | Juventus   | 13 | 6  | 4   | 1   | 1   | 20 | 4  | 16  | 72.22  |
| 2   | Caucaia    | 10 | 6  | 5   | 1   | 0   | 22 | 1  | 21  | 88.89  |
| 3   | Rio Branco | 6  | 6  | 2   | 0   | 4   | 7  | 21 | -14 | 33.33  |
| 4   | América    | 0  | 6  | 0   | 0   | 6   | 1  | 24 | -23 | 0.00   |
| --- | ---------- | -- | -- | --- | --- | --- | -- | -- | --- | ------ |

## Final - Grupo Único[1]
| Pos | Clube      | PG | JG | Vit | Emp | Der | GP | GC | SG | Apr. % |
| 1   | Juventus   | 3  | 1  | 1   | 0   | 0   | 7  | 1  | 6  | 100.00 |
| 2   | Rio Branco | 0  | 1  | 0   | 0   | 1   | 1  | 7  | -6 | 0.00   |
| --- | ---------- | -- | -- | --- | --- | --- | -- | -- | -- | ------ |

## Premiação[1]
| Campeonato Cearense de Futebol Feminino de 2014 |
| Fortaleza                                       |
| ----------------------------------------------- |
| Juventus                                        |
| 1º Título                                       |